# Octogomphus
Octogomphus là một chi chuồn chuồn ngô Gomphidae có ở Bắc Mỹ, tiếng Anh thường gọi là grappletail.
Nó chỉ có một loài là Octogomphus specularis.